# Lars Niklasson
Lars Niklasson, född 25 januari 1962, är en svensk datavetare, professor och universitetsrektor. 
Niklasson studerade vid Högskolan i Skövde och University of Exeter i datavetenskap och avlade mastersexamen 1990. År 1996 disputerade han på University of Sheffield under Noel Sharkey (en) med avhandlingen "Systematicity, the Scarlet Pimpernel of Cognitive Science". Han blev professor i datavetenskap vid Högskolan i Skövde år 2000, prorektor vid samma högskola 2003-2013, prorektor vid Jönköping University 2013-2016, och blev sedermera rektor vid Högskolan i Skövde 2017-2022. Från 1 maj 2023 är han ordförande i styrelsen för Blekinge tekniska högskola.